# Mikel González
Mikel González de Martín Martínez (Arrasate, 24 september 1985) - alias Mikel González - is een Spaans voetballer die bij voorkeur als centrale verdediger speelt. Hij stroomde in 2005 door vanuit de jeugd van Real Sociedad.

## Clubcarrière
Mikel González komt uit de jeugdacademie van Real Sociedad. Hij debuteerde op 17 september 2005 tegen RCD Mallorca. Hij speelde reeds meer dan 200 competitiewedstrijden voor de Basken.
1 Remiro ·
2 Odriozola ·
3 Muñoz ·
4 Zubimendi ·
5 Zubeldia ·
6 Elustondo ·
7 Barrenetxea ·
8 Zacharjan ·
9 Óskarsson ·
10 Oyarzabal  ·
11 Becker ·
12 López ·
13 Marrero ·
14 Kubo ·
16 González de Zarate ·
16 Olasagasti ·
17 Gómez · 
18 Traoré · 
19 Sadiq ·
20 Pacheco ·
21 Aguerd ·
22 Turrientes ·
23 Méndez ·
24 Sučić ·
25 Magunazelaia ·
26 Aramburu ·
28 Marín ·
Coach: Alguacil
· Assistent-coach: Ansotegi